# Mur (jeździectwo)

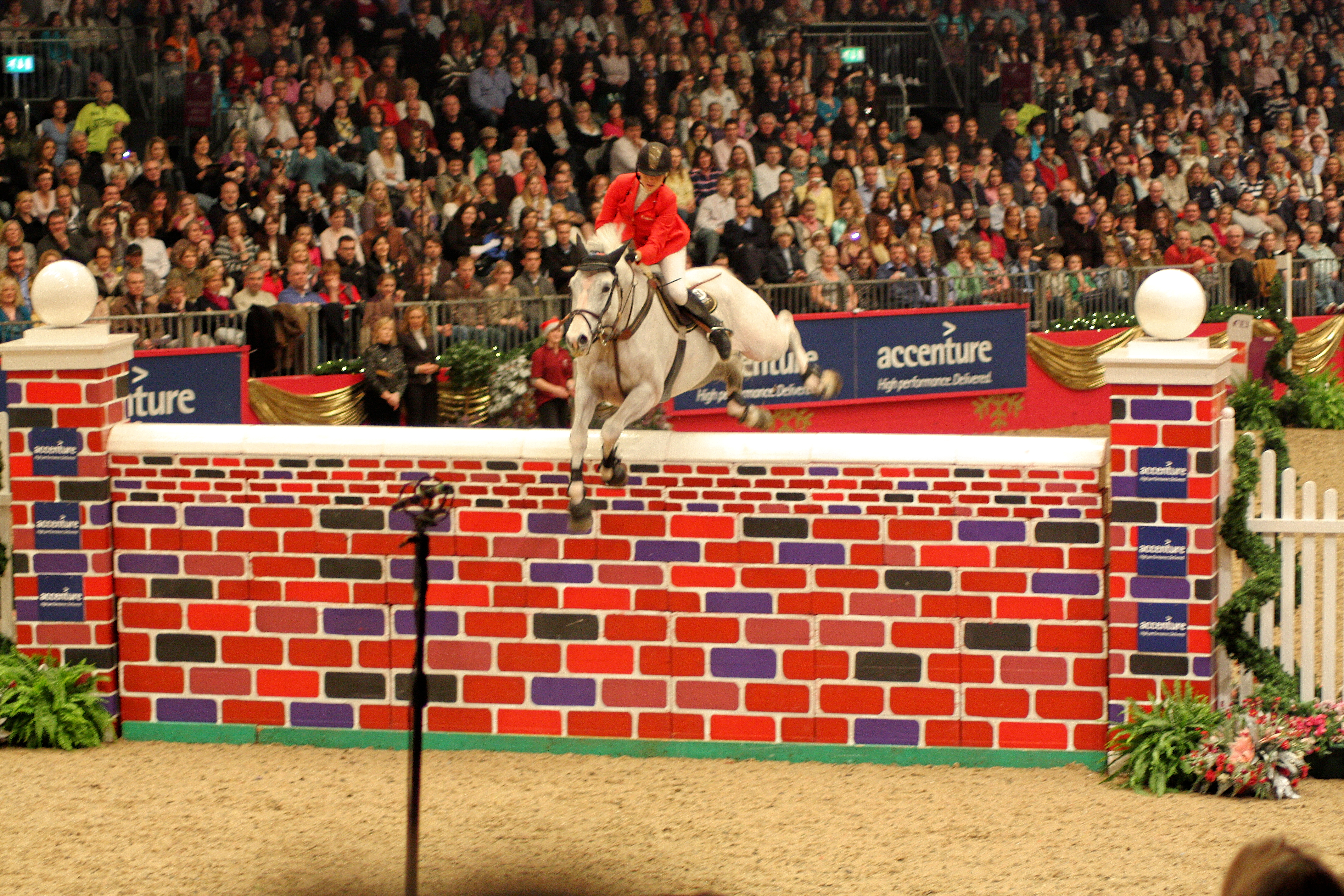
Skok przez mur Ellen Whitaker na koniu Ladina B

Mur (jeździectwo) – w jeździeckich skokach przez przeszkody masywna, pojedyncza, pionowa przeszkoda przenośna (skok na wysokość), będąca zbitą z pomalowanych desek imitacją muru z cegły, lub zamku opartą podstawą o ziemię .
Konstrukcja muru składa się z mniejszych elementów, które podobnie jak drągi (z których zbudowana jest większość przeszkód przenośnych) umożliwiają "zrzutki" i dekompozycję przeszkody w razie upadku. Jednocześnie konstrukcję podwyższa się poprzez dokładanie kolejnych warstw cegieł.
Mur jest przeszkodą widowiskową, lecz trudną dla początkujących koni, ze względu na to, że jest jaskrawy, zabudowany i masywny. W przypadku bardziej doświadczonych zwierząt, w wysokich konkursach, stanowi z tych samych powodów ułatwienie precyzyjnego skoku. Mur jest przeszkodą używaną często w konkursach potęgi skoku.